# Mediolanum Capta Est
Mediolanum Capta Est è un album live della black metal band norvegese Mayhem registrato a Milano il 2 novembre 1998, e pubblicato nel 1999 dalla Avant Garde Records.
La frase del titolo in latino corretto è Mediolanum captum est e significa "Milano è presa".

## Tracce
1. Silvester Anfang – 1:51
2. Deathcrush – 3:31
3. Fall of Seraphs – 6:34
4. Carnage – 4:42
5. Necrolust – 3:47
6. Ancient Skin – 5:42
7. Freezing Moon – 6:50
8. Symbols of Bloodswords – 4:52
9. From the Dark Past – 5:12
10. Chainsaw Gutsfuck – 5:16
11. I Am the Labyrinth – 6:14
12. Pure Fucking Armageddon – 1:01

## Formazione
- Maniac (Sven Erik Kristiansen) - voce
- Blasphemer (Rune Erickson) - chitarra
- Necrobutcher (Jørn Stubberud) - basso
- Hellhammer (Jan Axel Blomberg) - batteria
- Attila Csihar - voce in From the Dark Past